# Implore
Implore war eine deutsche Grindcore-/Death-Metal-Band mit Mitgliedern aus Barcelona, Bremen, Wien und Linz, die im August 2013 gegründet wurde.

## Geschichte
Die Gründungsmitglieder der Band, bestehend aus Gabriel Dubko (Gesang, Bass) und Daniel Notthoff (Gitarre), fanden sich 2013 in Hamburg zusammen. Gabriel Dubko stammt ursprünglich aus Argentinien, wuchs in Barcelona auf und zog mit Anfang 20 nach Deutschland. Derzeit lebt er in München. Daniel Notthoff ist im niedersächsischen Lüneburg verwurzelt, lebte ca. 8 Jahre in Hamburg und ist jetzt wohnhaft in Berlin.
Anfangs spielte Christian Bass (Heaven Shall Burn) am Schlagzeug einige Proben mit dem Duo. Nach zwei weiteren Besetzungswechseln etablierte sich jedoch Michael Pfeffer (Territion, Blackwater) aus Kiel als festes Mitglied der Band hinter dem Schlagzeug.
Die Band veröffentlichte am 4. Juli 2014 ihre erste 7"-EP über Power it up-Records. Für die Aufnahmen spielte Kevin Talley (u. a. Six Feet Under, Suffocation) in Texas das Schlagzeug ein. Black Knell erschien limitiert auf 100 Stück in Weiß und 400 Stück in Schwarz.
Am 25. April 2014 spielten Implore ihre erste Live-Show auf den „Heartcore-Tagen“ in Wermelskirchen (u. a. mit Deathrite und Bitterness Exhumed) und vom 4. bis 27. Juli 2014 tourte die Band mit den Kaliforniern von ACxDC (auch: Antichrist Demoncore) durch Mitteleuropa und Großbritannien. Anschließend spielten sie in Schweden, Dänemark und Finnland. Bis zum 27. Dezember 2014 hatten Implore 42 Live-Shows in 15 Ländern gespielt.
Im März 2015 nahm die Band ihre erste LP mit Jan Oberg im Hidden Planet Studio in Berlin auf, das Schlagzeug dafür spielte Christian Bass ein. Gemastert wurde die knapp 30-minütige Platte im Audiosiege Studio in Portland, Oregon.
Depopulation erschien am 11. September 2015 unter dem neuen Label Pelagic Records, zeitgleich startete die Split-Headliner-Tour mit den Schweden von Age of Woe durch Deutschland, Luxemburg und die Tschechische Republik. Für das letzte Quartal 2015 wurden Live-Shows in Spanien, Portugal, Frankreich, Belgien, Großbritannien und Russland geplant.

## Stil
Die Songs von Black Knell und Depopulation schrieb der Gitarrist Daniel Notthoff. Er experimentierte mit Facetten aus dem klassischen Death Metal, Grindcore, Crust Punk und Black Metal. Dabei zählten Bands wie Nasum, Trap Them, Converge, Origin und Napalm Death zu seinen Einflüssen. Die Texte der Band entwirft der Sänger und Bassist, Gabriel Dubko. Er behandelt darin Themen wie Religion, Faschismus sowie Tier- und Menschenrechte.

“Implore plays a musical style that takes a blackened form of death metal and mixes it with crust and grind to create a sound of their own, the production sounds very professional while the lyrics cover Anti Facism, Anti Religion, Hegelian and philosophical themes.”

## Diskografie
- 2014: Black Knell (7"-EP: Power It Up)
- 2015: Depopulation (Album: Pelagic Records)
- 2016: Split with ACxDC (Tape: Here and Now!)
- 2016: Thanatos (7"-EP: WOOAAARGH und Grindpromotion Records, Kassette: Black Tapes)
- 2017: Subjugate (Album: Century Media, Pelagic Records)
- 2017: Blessed Stubborn (6"-Single: Affront Vinyl)
- 2019: Alienated Despair (Album: Century Media, Pelagic Records)
- 2022: The Burden of Existence (Album: Church Road Records)
- 2023: A Decade in the Shadows (Compilation-Album: Church Road Records)